# 馬耳威恩 (阿肯色州)
馬耶威恩（英語：Malvern）是一個位於美國阿肯色州溫泉縣的城市。根據2020年美國人口普查，該地人口為10867人，而該地的面積約為25.69平方千米。同時該地也是溫泉縣的縣治。

## 地理
馬耶威恩的座標為34°21′50″N 92°48′39″W / 34.36389°N 92.81083°W，而該地的平均海拔高度為96米（即315英尺）。